# 11 Dreams
11 Dreams is het derde studioalbum van de Deense melodieuze deathmetalband Mercenary. Het is het laatste album met oprichter van de band Henrik "Kral" Andersen.

## Nummers
1. Into the Sea of Dark Desires – 1:05
2. World Hate Center – 4:58
3. 11 Dreams – 6:51
4. reDestructDead – 5:45
5. Firesoul – 7:36
6. Sharpen the Edges – 5:32
7. Supremacy v2.0 – 8:09
8. Music Non Stop - (Kent Cover) – 4:11
9. Falling – 6:56
10. Times Without Changes – 2:58
11. Loneliness – 7:36